# Miranshah
Miranshah oder Miranschah (میران شاہ) ist eine Stadt im Tochi-Tal in Nord-Wasiristan (Pakistan) und das administrative und ökonomische Zentrum der Region.

## Bevölkerung
Wie in den gesamten ehemaligen Stammesgebieten unter Bundesverwaltung in Pakistan bilden auch in Miranshah verschiedene Stämme der Paschtunen die Bevölkerungsmehrheit.

## Geschichte
1895 richteten die britischen Kolonialherren die North Waziristan Agency und in der Folge einen permanenten Militärstützpunkt in Miranshah ein, um die Kontrolle über das Gebiet zu festigen. Dies führte in den folgenden Jahren zu Auseinandersetzungen und Aufständen der lokalen Stämme. 1919 kam es erneut zu einem Aufstand in der Kaserne von Miranshah. Im Zweiten Weltkrieg entstand nördlich der Stadt ein britisches Flugfeld.
Miranshah liegt heute nur wenige Kilometer östlich der afghanisch-pakistanischen Grenze. In den 1980er Jahren wurde hier während des Sowjetisch-Afghanischen Krieges ein Lager für afghanische Flüchtlinge eingerichtet, in dem zeitweise 2900 Familien untergebracht waren. Die Stadt gilt als eine Hochburg der Taliban, deren „Southern Command“ für Afghanistan dort seinen Stützpunkt hat. Der afghanische Präsident Hamid Karzai vermutete dort auch den Rückzugsort des Talibanführers Mullah Omar. Am 5. September 2006 wurde in Miranshah ein Friedensabkommen (Waziristan Accord) geschlossen, das den Konflikt in Nordwest-Pakistan zwischen der pakistanischen Regierung auf der Suche nach al-Qaida-Mitgliedern und den lokalen Stämmen beendete.

### Drohnenangriffe während des Konflikts in Nordwest-Pakistan
In Miranshah und Umgebung wurden im Zuge der Drohnenangriffe in Pakistan wiederholt Ziele durch unbemannte Luftfahrzeuge angegriffen. Im Mai 2010 wurde al-Qaida-Anführer Mustafa Abu l-Yazid in der Nähe von Miranshah durch die US-amerikanischen Streitkräfte getötet. Laut Angaben der pakistanischen Regierung wurden dort am 13. Oktober 2011 vier Mitglieder des Haqqani-Netzwerks durch einen solchen Angriff getötet. Darunter soll sich ein für Logistik verantwortlicher Anführer befunden haben. Nach Informationen der New York Times unterhält das Netzwerk dort einen Hauptstützpunkt mit eigenen Gerichten, Steuerbehörde und radikalen Madrassen. In der Nacht vom 10. auf den 11. Januar 2012 wurden erneut vier Menschen in der Nähe von Miranshah durch einen Drohnenangriff getötet. Laut ISI waren drei davon Araber. Bei einem Drohnenangriff am 8. Februar 2012 und einem anschließenden Brand kamen laut dem pakistanischen Militär zehn Aufständische ums Leben. Einige von ihnen sollen aus Zentralasien stammen. Außerdem wurde laut ISI am 9. Februar Badr Mansoor, mutmaßlicher Koordinator von Terroranschlägen bei al-Qaida, in Miranshah durch einen Drohnenangriff getötet. Laut Aussagen des ISI tötete am 6. Juni 2012 ein Drohnenangriff 17 Menschen und verletzte zwei.

## Infrastruktur
Miranshah verfügt über öffentliche weiterführende Schulen für Jungen und Mädchen, sowie eine Regierungshochschule und eine Madrassa, die von den Taliban eingerichtet wurde. Seit 2004 sendet aus der Stadt eine Rundfunkstation, deren Radioprogramm im Umkreis von 30 Kilometer von etwa 50.000 Menschen empfangen werden kann.